# ایستانه

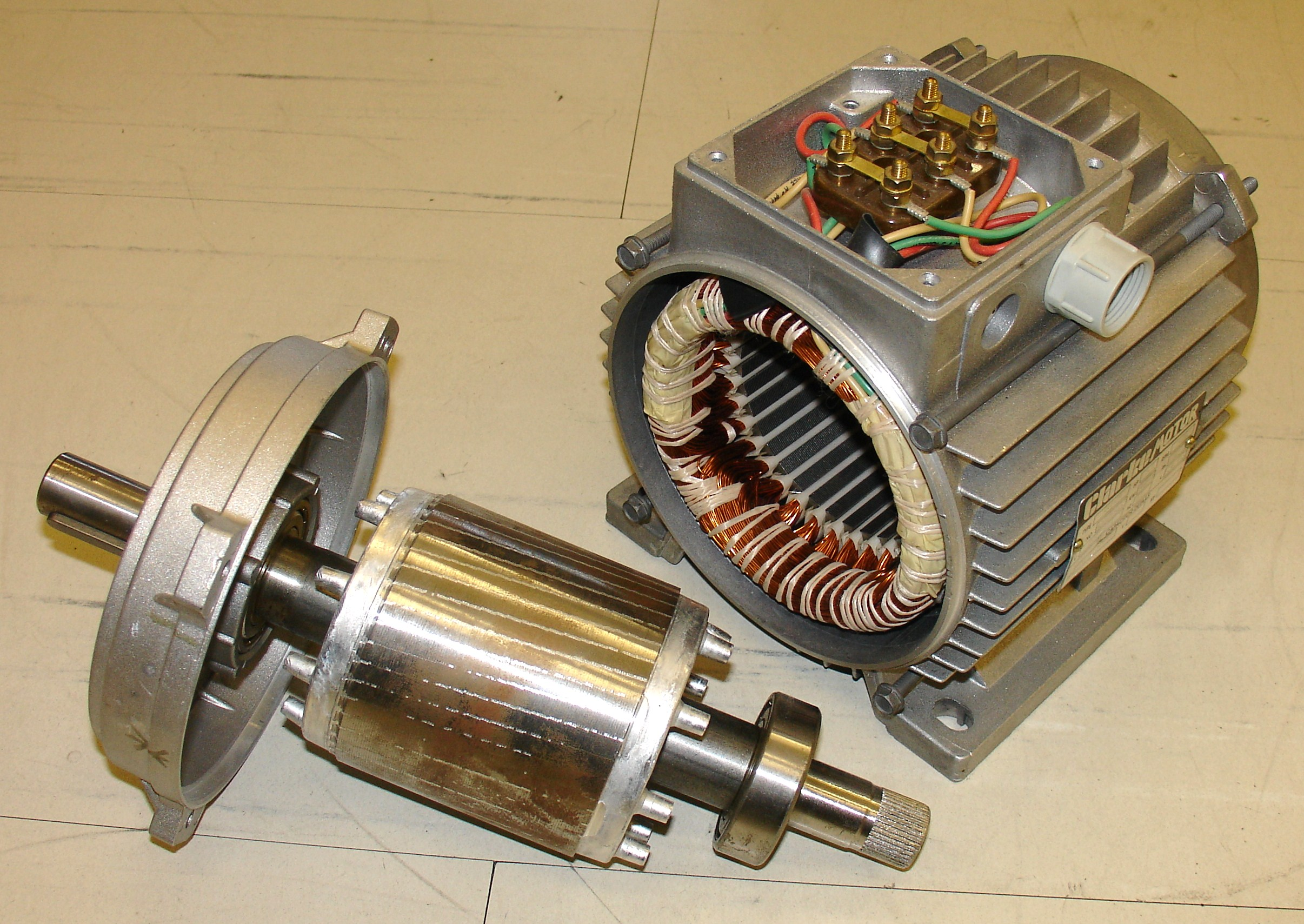
تصویر روتور و استاتور (روتور در سمت چپ، استاتور در سمت راست)

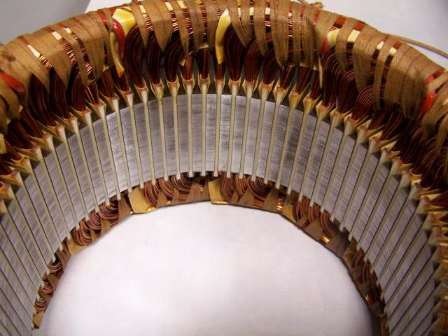
استاتور یک موتور سه فاز

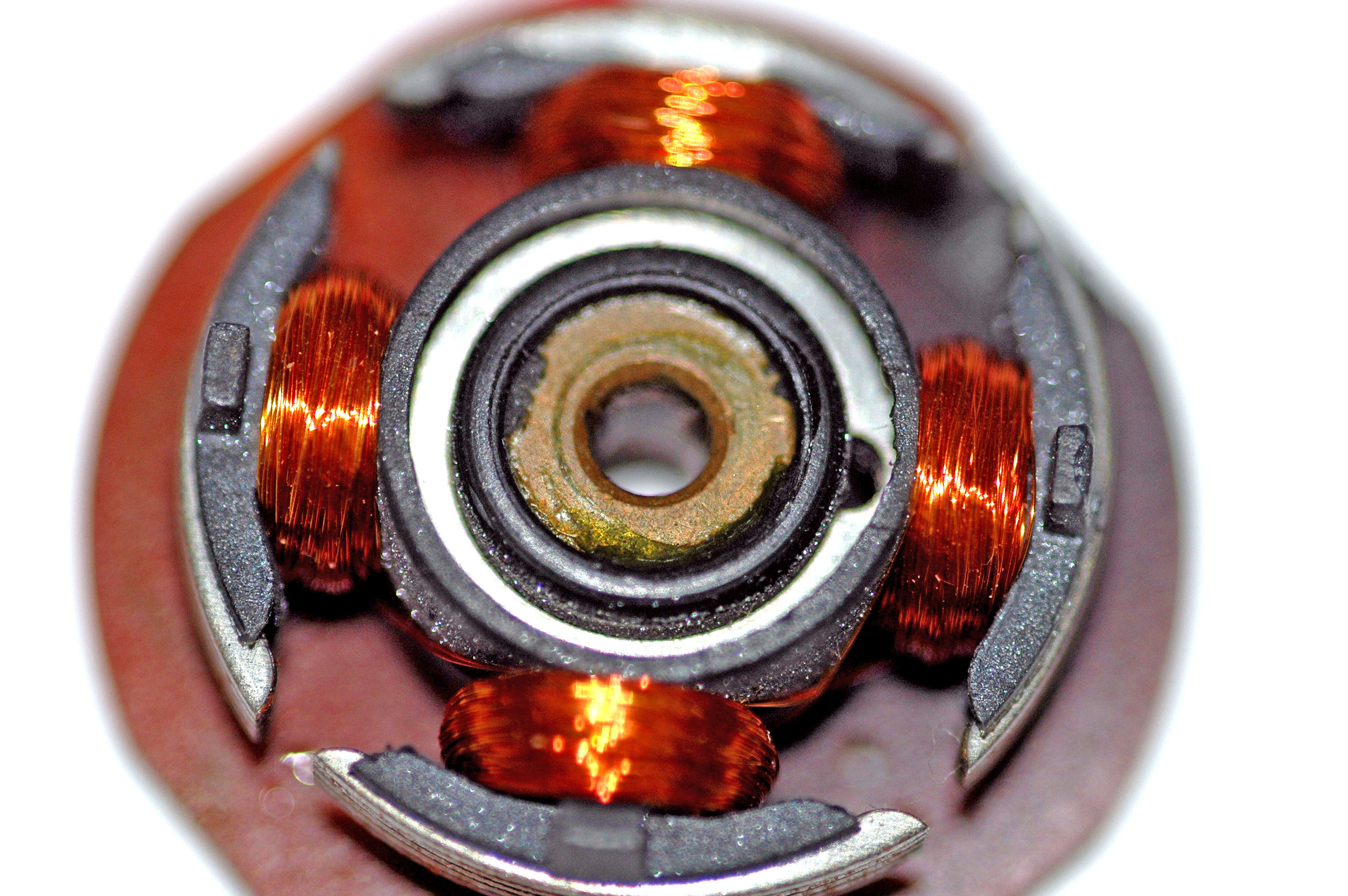
استاتور یک موتور DC بدون جاروبک. این نوع موتور در فن خنک‌کننده رایانه‌ها به کار می‌رود. تعداد جفت قطب‌ها در این استاتور ۲ است؛ ولی به موتوری که استاتور آن به این شکل باشد، ۴ قطب می‌گویند. این نوع موتور در واقع یک موتور سنکرون AC محسوب می‌شود.

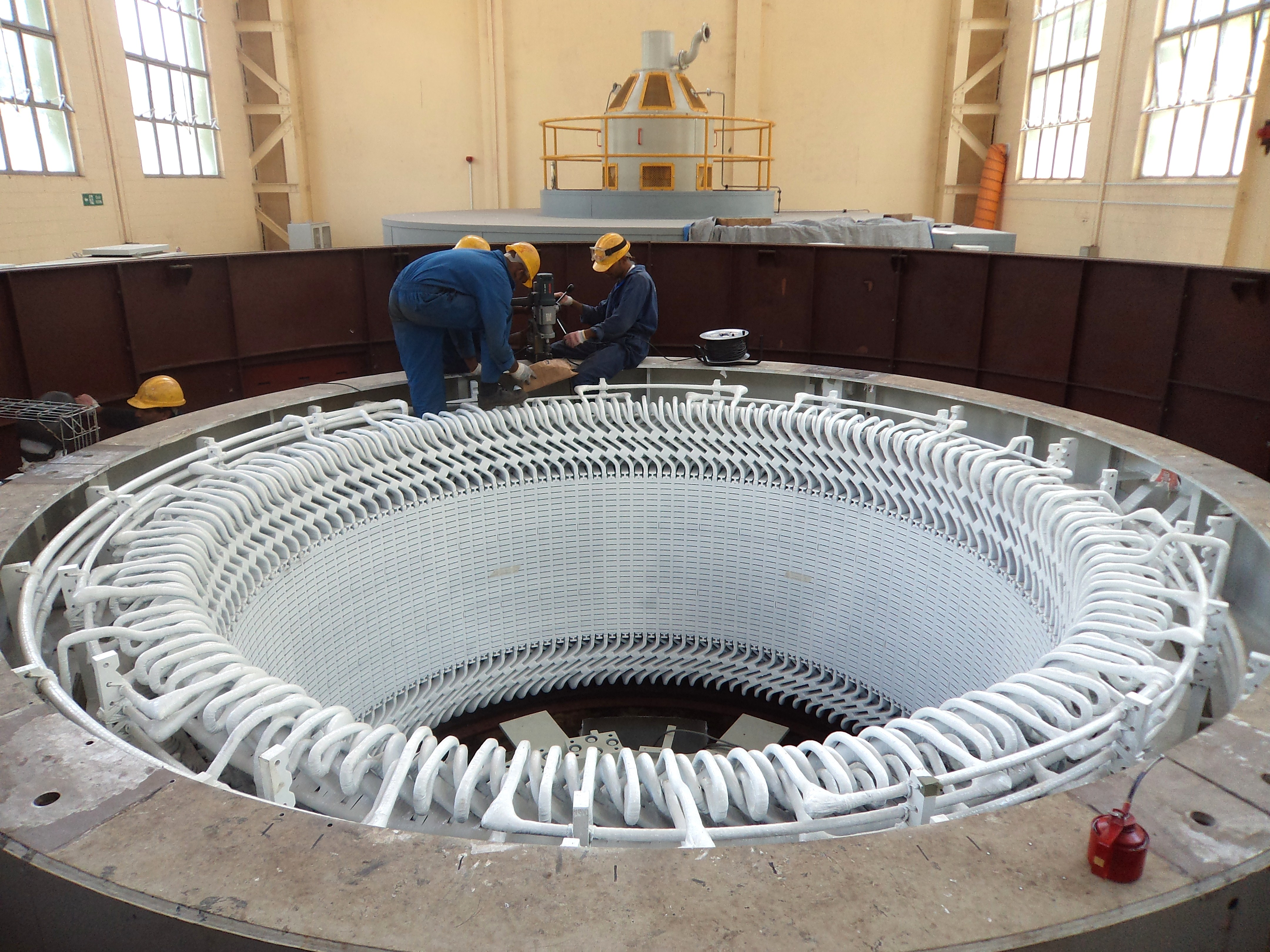
استاتور یک آلترناتور سه فاز که مولد برق در یک نیروگاه آبی واقع در کشور سریلانکا است. سیم‌پیچ‌های پیچیده و قرار گرفته بر روی شیارهای استاتور عایق بندی شده‌اند. تعداد قطب‌ها در این آلترناتورها (مولدهای برق AC) با توجّه به سرعت گردش توربین‌های آبی، معمولاً بیش از ۱۰ است.

ایستانه یا استاتور (به فرانسوی: Stator) بخش ثابت یک دستگاه یا ماشین چرخنده است.
برای نمونه می‌توان به پمپ و موتورهای الکتریکی اشاره کرد. البتّه به‌طور ویژه این وسیله در ماشین‌های الکتریکی اعم از الکتروموتورها یا مولدهای DC و AC استفاده می‌شود. بخش چرخنده دستگاه که چرخانه نامیده می‌شود معمولاً درون ایستانه می‌چرخد.
استاتور از چندین قطعه باریک آلومینیوم یا آهن سبک ساخته شده‌است؛ ولی معمولاً از آنجایی‌که وظیفه استاتور در ماشین الکتریکی، ایجاد میدان مغناطیسی، می‌باشد، آن را از جنس فولادی می‌سازند که علاوه برداشتن قابلیت مغناطیس شدن، بتواند تلفات مغناطیسی ناشی از جریان‌های گردابی و پسماند مغناطیسی را نیز در کمترین مقدار، دارا باشد. جریان‌های گردابی (جریان‌های فوکو)، باعث گرم شدن استاتور می‌شوند و در واقع بخشی از توان الکتریکی را هدر می‌دهند. این قطعات به صورت یک سیلندر تو خالی به هم منگنه و محکم شده‌اند (هسته استاتور) با شیارهایی که در شکل (۱) نشان داده شده‌اند. سیم‌پیچهایی از سیم روکش دار در این شیارها جاسازی شده‌اند. هر گروه پیچه با هسته‌ای که آن را فرا گرفته یک آهنربای مغناطیسی (با دو پل) را برای کار کردن با تغذیه AC شکل می‌دهد. تعداد قطب‌های یک موتور القایی AC به اتصال درونی پیچه‌های استاتور بستگی دارد.
در ماشین‌های الکتریکی سه‌فاز، پیچه‌های استاتور مستقیماً به منبع انرژی متصل اند و با برقراری تغذیه AC یک میدان مغناطیسی چرخنده تولید می‌شود. سیم‌هایی که برای قرار گرفتن درون شیارهای استاتور به کار برده می‌شوند، در اصطلاح عامیانه سیم لاکی خوانده شده که دارای لایه نازک عایقی هستند که به جای روکش سیم‌های برق معمولی عمل می‌کنند. این لایه نازک معمولاً کمی شفافیت داشته و رنگ سیم از ورای آن قابل تشخیص است. به همین دلیل برای جلوگیری از خراش این لایه نازک که ممکن است در تماس با شیارهای استاتور ایجاد شود، درون شیارها را پیش از قراردادن کلاف‌های سیم‌پیچ، از ورقه‌های کاغذی موسوم به پریشمان یا برشمان یا هر ورقه عایق دیگر که در برابر حرارت نیز مقاوم باشد، پر می‌کنند.
در مورد ماشین‌های الکتریکی با توان کم مانند موتورهای الکتریکی مورد استفاده در وسایل خانگی و مانند آن‌ها از سیم‌های لاکی با مقطع گرد و در مورد ماشین الکتریکی بزرگ مانند مولدهای برق در نیروگاه از سیم‌های لاکی با مقطع چهارگوش استفاده می‌شود.
سیم‌پیچ استاتور در الکتروموتورها به منبع انرژی برق وصل می‌شود و با عبور جریان برق از آن، میدان مغناطیسی ایجاد شده به چرخانه یا روتور، انرژی الکتریکی را القاء می‌نماید؛ و این انرژی در چرخانه به انرژی مکانیکی تبدیل شده و موجب گردش آن و بار مکانیکی (مثلاً یک پمپ یا پروانه) متصل به آن می‌گردد؛ ولی در مولدها که خودشان منبع انرژی برق هستند، چرخانه حامل جریان برق DC بوده و توسط یک وسیله مکانیکی مانند یک توربین بخار به چرخش درمی‌آید. میدان مغناطیسی چرخانه به دلیل چرخش می‌تواند در سیم‌پیچ استاتور انرژی الکتریکی را به صورت ولتاژی که در دو سر آن ظاهر می‌شود، القاء نماید؛ بنابراین در مولدها، از سیم‌پیچ استاتور، برق گرفته می‌شود.